# مایکل اساسلاوسکی
مایکل اساسلاوسکی (لهستانی: Michał Ościsławski؛ زادهٔ ۱۶ ژانویهٔ ۱۹۸۷) بازیکن فوتبال اهل لهستان است.
وی همچنین در تیم ملی فوتبال جوانان آلمان بازی کرده‌است.